# Unter weißen Segeln
Unter weißen Segeln ist eine sechsteilige ARD-Filmreihe, die auf den Segelkreuzfahrtschiffen der Reederei Star Clippers spielt. Die Erstausstrahlung des ersten Filmes erfolgte am 5. März 2004 im Ersten.

## Handlung

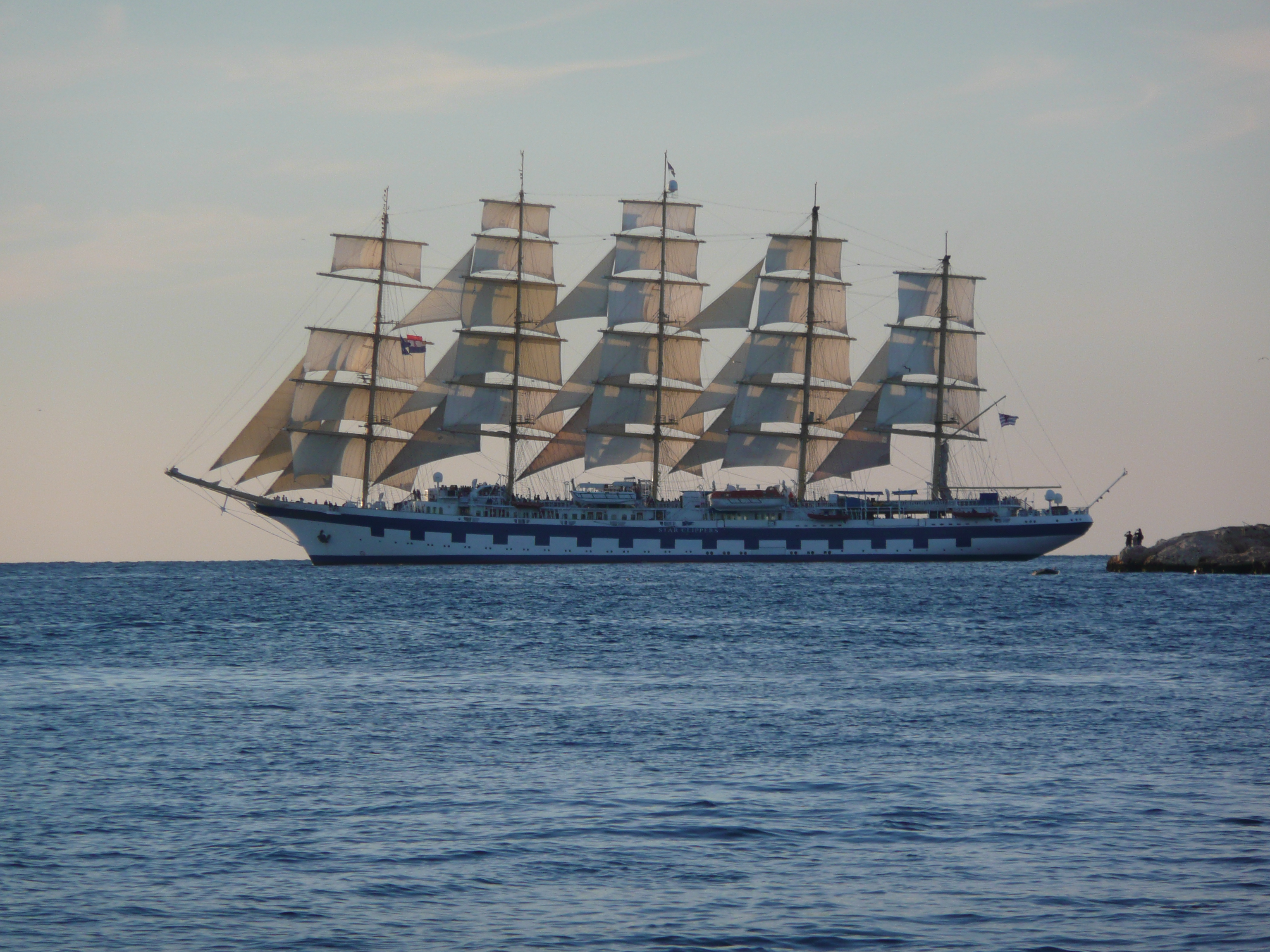
Die Royal Clipper 2007 vor dem kroatischen Rovinj

Die Filme erzählen Reisegeschichten, die sich als Hauptort der Handlung auf den drei Segelkreuzfahrtschiffen Star Flyer, Star Clipper und Royal Clipper abspielen. Eine weitere wichtige Rolle spielen die Landgänge der Passagiere, die während ihrer Kreuzfahrten die Karibik, das Mittelmeer und Asien erleben.
Die eher seichten Handlungen drehen sich um Liebe, Leid, Glück und die Sehnsüchte der Passagiere. Eine zentrale Rolle nehmen der Kapitän und die Cruise-Managerin ein, die als Bezugsperson zu den Passagieren fungieren und maßgeblich in die Handlung eingebunden sind.
Zur Stammbesetzung gehören in den Nebenrollen Peter Weck, Helmut Zierl und Fritz Wepper sowie in den Hauptrollen Christine Neubauer als Cruise-Managerin Marlene, die zur Sendung Abschiedsvorstellung ihren Dienst auf der Royal Clipper einstellt und den Posten der Cruise-Managerin an Gerit Kling alias Saskia übergibt. Ab Episode drei wird die Rolle des Kapitäns Bernd Jensen von Horst Janson gespielt.

## Episoden
Die sechs Episoden der Filmreihe wurden als Premiere jeweils im Ersten ausgestrahlt und danach bundesweit von verschiedenen Sendern zum Teil mehrfach wiederholt.
| Episode | Titel                  | Erstausstrahlung | Spielort             | Besetzung (Rolle) |
| ------- | ---------------------- | ---------------- | -------------------- | --- |
| 1       | Urlaubsfahrt ins Glück | 5. März 2004     | Mittelmeer           | Helmut Zierl (Peter Rautenberg), Katharina Müller-Elmau (Sonja Rautenberg), Michael Roll (Christian Kummerfeld), Katharina Schubert (Jeanette Kummerfeld), Christine Neubauer (Cruisedirektorin Marlene Degener), Peter Kremer (Kapitän Klaus Berger), Peter Weck (Karl von Hainburg), Marion Mitterhammer (Susan von Hainburg), Esther Seibt (Kerstin), Thorsten Feller (Sven), Sophia Roll (Anna Kummerfeld), Johanna Roll (Franzi Kummerfeld), Frauke Schönhals (Stefanie Berger), Christian Blümel (Jakob)  |
| 2       | Kompass der Liebe      | 12. März 2004    | Karibik              | Eleonore Weisgerber (Marianne Bauer), Christian Kohlund (Rudolf Bauer), Robert Giggenbach (Kapitän Arno Köhler), Christine Neubauer (Cruisedirektorin Marlene Degener), Stefanie Schmid (Tamara Schneider), Julia Palmer-Stoll (Grit), Ivonne Schönherr (Lisa), Barbara Magdalena Ahren (Saskia von Saucken), Adrian Zwicker (Wieland von Saucken), Oliver Bootz (Sven Lynde), Esther Seibt (Kerstin), Anja Knauer (Chrissie Bauer)                                                                             |
| 3       | Abschiedsvorstellung   | 18. Februar 2005 | Ägypten              | Michael Degen (George Caspari), Gila von Weitershausen (Dr. Vera Lindner), Claudia Messner (Ruth Bach), Roswitha Schreiner (Cornelia Probst), Ingo Naujoks (Kfz-Meister Axel Kwiatkowski), Horst Janson (Kapitän Bernd Jensen), Christine Neubauer (Cruisedirektorin Marlene Degener), Oliver Tobias (Yussuf Arazi), Ivonne Schönherr (Lisa), Volker Bruch (Florian), Esther Seibt (Kerstin), Roman Rossa (Martin), Christoph Felsenstein (Dr. Berwald, Casparis Arzt), Katrin Ritt (Silvie, Casparis Freundin) |
| 4       | Odyssee der Herzen     | 11. März 2005    | Ägäis                | Michaela May (Claudia Stellmann), Fritz Wepper (Michael Stellmann), Renan Demirkan (Calypso Panagos), Juraj Kukura (Theo Panagos), Annett Renneberg (Susanne Stellmann), Simon Verhoeven (Stavros Panagos), Gideon Singer (Nikos), Horst Janson (Kapitän Bernd Jensen), Gerit Kling (Cruisedirektorin Saskia), Katja Giammona (Christina Panagos), Loretta Stern (Manu), Ivonne Schönherr (Lisa), Florian Weber (Lothar)                                                                                        |
| 5       | Frühlingsgefühle       | 10. März 2006    | Karibik              | Horst Janson (Kapitän Jensen), Gerit Kling (Cruisedirektorin Saskia), Ivonne Schönherr (Lisa), Esther Seibt (Kerstin), Roman Rossa (Martin), Walter Kreye (Berthold Reimers), Dietrich Mattausch (Karl Stegmann), Diana Körner (Andrea Ludwig), Johanna von Koczian (Gerda Burmester), Krystian Martinek (Manfred Unger), Anne-Kathrin Gummich (?), Gundula Köster (?) |
| 6       | Träume am Horizont     | 24. März 2006    | Thailand, Kambodscha | Horst Janson (Kapitän Bernd Jensen), Gerit Kling (Cruisedirektorin Saskia), Sigmar Solbach (Moritz Fink), Daniela Ziegler (Wilma Fink), Sanne Schnapp (Beate Fröhlich), Dorothea Schenck (Luise Steiner), Bernhard Schir (Holger Mertens), Martin Weinek (Dr. Karl Becker), Lars Gärtner (Dr. Wolfgang Fink), Ankie Beilke (Vatana), Ivonne Schönherr (Lisa), Esther Seibt (Kerstin), Roman Rossa (Martin) |

## Pilotfilm
Der im Jahre 2001 erschienene Fernsehfilm Liebe unter weißen Segeln gilt als Pilotfilm zu dieser Serie.

## DVD-Veröffentlichungen
Zuerst ist am 6. April 2006 die DVD-Box Unter weissen Segeln (2 DVDs) zur Filmserie mit einer Gesamtspiellänge von 450 Minuten erschienen.
Die DVD-Box enthält die Folgen:
- 1 Urlaubsfahrt ins Glück
- 3 Abschiedsvorstellung
- 4 Odyssee der Herzen
- 5 Frühlingsgefühle
- 6 Träume am Horizont

Am 17. Mai 2010 erschien die Filmserie erneut auf zwei einzelnen DVDs.
Unter weissen Segeln – Teil 1 (Special Edition 270 Min.)
- 1 Urlaubsfahrt ins Glück
- 3 Abschiedsvorstellung
- 4 Odysse der Herzen

und
Unter weissen Segeln – Teil 2 (Special Edition 180 Min.)
- 5 Frühlingsgefühle
- 6 Träume am Horizont

Am 17. Mai 2019 veröffentlichte Pidax die komplette Serie mit allen sechs Folgen (einschließlich der bisher fehlenden Episode 2, Kompass der Liebe).